# گوئیدو لولاوبریجیدا
گوئیدو لولاوبریجیدا (ایتالیایی: Guido Lollobrigida؛ زاده ۴ سپتامبر ۱۹۲۷ - درگذشته ۲۰۱۳) بازیگر ایتالیایی بود.

## گزیدهٔ نقش‌آفرینی‌ها
- کبرا (۱۹۶۷)
- نوبت توست که بمیری (۱۹۶۷)
- جنگو، آماده مرگ باش (۱۹۶۸)
- آفتاب سرخ (۱۹۷۱)
- آن روز نفرین‌شدهٔ تسویه‌حساب (۱۹۷۱)
- به خانواده قربانیان اطلاع داده نخواهد شد (۱۹۷۲)
- شماره یک (۱۹۷۳)
- رم خواهان بازگشت سزار است (۱۹۷۴)